# Marco Giunio De Sanctis
Marco Giunio De Sanctis (Roma, 29 settembre 1962) è un ex boccista e dirigente sportivo italiano, campione di bocce.

## Biografia
Figlio di un’insegnante e di un dirigente dello Stato per anni presidente della Federazione Italiana Bocce ed arbitro internazionale di pugilato, ha respirato fin da bambino l’aria elettrizzante dei grandi eventi sportivi, praticando diverse discipline tra cui, a livello agonistico, il calcio e le bocce. In possesso della licenza liceale classica è laureato in Giurisprudenza presso La Sapienza Università di Roma.

## Carriera
Nel 1985 viene assunto dalla Federazione Italiana Sport Handicappati dove svolge mansioni di carattere giuridico-regolamentari.
Nel 1992, attraverso un concorso interno, diventa dipendente CONI e viene assegnato, stante la sua precedente esperienza, alla Federazione Italiana Sport Disabili, nell'ambito della quale lavora con grande lena ed entusiasmo svolgendo, contestualmente, anche la pratica forense per due anni. È qui, infatti, che assume tutti i principali incarichi direttivi della Federazione fino ad ottenere, giovanissimo, superando concorsi interni, l'incarico di reggente della Segreteria Generale nel 1995 per conto della Fisd e, nel 1999, ufficialmente per conto del CONI, per poi raggiungere la dirigenza nell’ambito del Comitato Olimpico e divenire Segretario Generale del Comitato Italiano Paralimpico.
In questo suo ruolo ha assunto molteplici responsabilità tra cui quella di coordinatore dei lavori preparatori dei dossier Paralimpici per le candidature di ROMA 2004 e TORINO 2006 ai Giochi Olimpici e Paralimpici rispettivamente estivi ed invernali. Estensore dei testi statutari e regolamentari della Federazione Italiana Sport Disabili, del CIP, della Federazione Italiana Sport Silenziosi, della Federazione Italiana Sportiva Patenti Speciali, della Federazione Pitch and Putt, ha frequentato vari corsi CONI e universitari (LUISS) soprattutto in marketing e management sportivo.
È stato docente della Facoltà di Scienze della Comunicazione presso l'Università La Sapienza di Roma per la materia "Teoria e Analisi delle Istituzioni e delle Imprese Sportive", e docente di diritto sportivo nell'ambito del Master Universitario di secondo livello in Diritto ed Economia dello Sport presso la Facoltà di Giurisprudenza dell'Università LUMSA di Roma, ricoprendo il ruolo di Direttore Scientifico in alcuni Master Universitari (Roma Tre – Tor Vergata) a contenuto sportivo.
È attualmente docente presso la Link Campus University di un Master MBA in Diritto e Management dello Sport, di cui è anche membro del Consiglio Direttivo, oltre ad essere titolare dell’insegnamento Politiche e Strategie dello sport nell'ambito della Facoltà di economia aziendale (corso di Laurea Magistrale).
In qualità di Segretario Generale è stato Capo Delegazione della Squadra Italiana Paralimpica ai Giochi del Mediterraneo Bari 1997, nonché Capo Missione ai Giochi Paralimpici di ATENE 2004, TORINO 2006, PECHINO 2008, VANCOUVER 2010, LONDRA 2012, SOCHI 2014 e RIO DE JANEIRO 2016.
È stato Presidente per 14 anni del Circolo Bocciofilo Flaminio SSD A.R.L., riconosciuto dal CONI e dal CIP, contribuendo alla realizzazione di un progetto di riqualificazione strutturale dell’impianto.
Dall'11 marzo 2017 ricopre la carica di Presidente della Federazione Italiana Bocce, incarico per il quale ha dovuto lasciare, dopo 20 anni, il ruolo di Segretario Generale del Comitato Italiano Paralimpico, in quanto incompatibile con la nuova carica presidenziale..  Il 25 ottobre 2020 è stato rieletto Presidente della Federazione Italiana Bocce.
Dal 26 giugno 2025 ricopre la carica di Presidente del Comitato Italiano Paralimpico.

## Carriera sportiva
Ha praticato il calcio e le bocce a livello agonistico. Ha giocato a calcio nelle rappresentative giovanili e juniores della Veneta, del Don Orione, della Procalcio Italia e della Lazio, ma è stato costretto a smettere l'attività agonistica in questa disciplina da lui tanto amata nel 1980, in seguito ad un grave incidente stradale. Nel 1977 si è laureato Campione d’Italia juniores di bocce e nel 1983 Campione del Mondo Under 21 a Chiasso. 
Nel 1982 è stato giudicato migliore giocatore italiano U23 nell'incontro Italia - Svizzera a Vimercate (MI). Ha fatto parte della Nazionale Maggiore dal 1986 al 1991, è stato vincitore di diverse parate di campioni e gare nazionali. Nel 1994, assorbito completamente dal lavoro, lascia l'attività sportiva di alto livello.

## Onorificenze
Per i suoi meriti dirigenziali nel campo sportivo è stato insignito nel 2005 dal Presidente della Repubblica, Carlo Azeglio Ciampi, del riconoscimento di Commendatore della Repubblica.
L'8 maggio 2019 è stato insignito dal Comitato Paralimpico Italiano del Collare d'Oro al Merito Sportivo Paralimpico per l'anno 2019. 